# Francisco Justo Pérez van-Leenden
Francisco Justo Pérez van-Leenden (Riohacha, La Guajira, Colombia, 3 de mayo de 1949-Bogotá, Colombia, 13 de julio de 2019) fue un investigador y académico. Fue docente y rector de la Universidad de la Guajira y miembro del centro Colombiano de estudios en lenguas aborígenes de la sociedad de historia de la educación latinoamericana.

## Biografía

### Estudios
En 1967 recibe su título como bachiller, luego de cursar estudios de primaria y secundaria en el colegio Divina Pastora. Ya como bachiller, decide matricularse en la Universidad Distrital Francisco José de Caldas y cursar carrera en Ingeniería electrónica. Posteriormente también se matrícula en la Universidad Nacional de Colombia y así cursar la Licenciatura en filosofía e idiomas.
En marzo de 1979 recibe su título como licenciado en filosofía e idiomas, lo que le permitió impartir clases comenzando la década de los 80, en el colegio la Sagrada Familia, el cual se encontraba bajo la dirección de la Hermana Teodosia Josefina Zúñiga Deluque, quien le solicitó la organización de la biblioteca, lo cual realizó bajo la capacitación de Colcultura y la Secretaría de Cultura a través de diversos cursos.
Se especializó con una maestría en Etnolingüística en la Universidad de los Andes de Bogotá, especialización que comenzó en 1985 y culminó en marzo de 1987. Desde el 6 de noviembre de 1990 hasta septiembre de 1991 fue director encargado del centro de información en la Universidad de la Guajira. Igualmente desde 1979 hasta 2019 estuvo vinculado a dicha institución como docente.

## Universidad de la Guajira
Desde 1979 estuvo adscrito como docente en la Universidad de la Guajira, hasta 2019, en donde se llegó a desempeñar en diferentes cargos como; decano de la facultad de ciencias de la educación, vicerrector académico, director encargado del centro de información sobre la cultura wayuu.
Fue rector de dicha institución desde septiembre de 1991 hasta febrero de 1996, impulsando de esa manera la gestión para la creación de la ciudadela universitaria y la inclusión de programas de licenciaturas en lenguas modernas, ingeniería ambiental, licenciaturas en etnoeducación y del centro de información sobre grupos étnicos (Cige), el cual recopila investigaciones y material bibliográfico acerca de pueblos indígenas y comunidades negras de todo el mundo.
Su gestión en dicha institución se centró en buena parte para consolidar muchos aspectos relacionados con el uso del wayuunaiki como una lengua oficial, por lo tanto consideraba como esencial para el pueblo wayuu y para la Guajira, la escritura del wayuunaiki en la cotidianidad. Además de impulsar y participar en la traducción de la Constitución Política de Colombia en el año 1991 junto a Margarita Pimienta.

## Libros
- Wuommainpa (v. 3 y 4)
- Wayuunaiki: estado, sociedad y contacto
- Colaboro en la traducción al wayuunaiki en partes de la Constitución Política de Colombia 1991
- Sujuupajiraya akua’ipa: abrazando las culturas